# Leninpriset
För det svenska kulturpriset, se Jan Myrdals stora pris – Leninpriset.

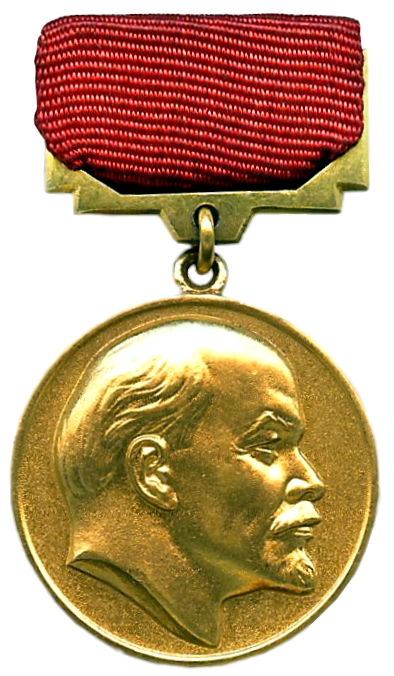
Leninprismedaljen.

Leninpriset (ryska: Ленинская премия) var ett statligt pris i Sovjetunionen som utdelades till sovjetiska medborgare för framstående insatser inom områdena vetenskap, litteratur, konst, arkitektur och teknologi. Priset instiftades den 23 juni 1925 och utdelades sedan fram till 1934. År 1939 inrättades Stalinpriset (Sovjetunionens statliga pris) som fram till 1954 till viss del ersatte Leninpriset. Den 15 augusti 1956 återskapades Leninpriset och fortsatte sedan att utdelas den 22 april (Vladimir Lenins födelsedag) varje jämnt år fram till 1990.

## Mottagare (urval)
- Andrei Sakharov (1956, fysik)
- Sergei Prokofiev (1957, musik)
- Dmitri Shostakovich (1958, musik)
- Lev Artsimovich (1958, fysik)
- Mikhail Sholokhov (1960, litteratur)
- Mikhail Kalashnikov (1964, AK-47)
- Oleg Borisovich Firsov (1972, matematik)
- Rudolf M. Muradyan (1988, fysik)